# 김포종합운동장
김포종합운동장(金浦綜合運動場, Gimpo Stadium)은 대한민국 경기도 김포시에 있는 스포츠 시설이다. 육상 필드 경기과 축구 경기를 진행할 수 있는 인조잔디 필드와 육상 트랙 경기를 진행할 수 있는 몬토트랙이 갖춰져 있다. 김포시 도심에 신도시 건설이 추진되면서 걸포동 걸포4지구에 새 종합운동장을 건립이 추진되고 있다.

## 참고 문헌
- “김포종합운동장”. 김포도시관리공사.
- “김포시 체육시설 현황”. 김포시청.
- “김포종합운동장”. 김포시시설관리공단. 2020년 7월 8일에 원본 문서에서 보존된 문서. 2019년 8월 14일에 확인함.
- 《전국 공공체육 시설 현황 (2017년말 기준)》. 대한민국 문화체육관광부. 2019.
- 《2019년 전국 공공체육시설 현황 (2018년말 기준)》. 대한민국 문화체육관광부. 2020.
- 《2023 전국 공공체육시설 현황 (2022년 12월말 기준)》. 대한민국 문화체육관광부. 2024.